# Josep de Pueyo i Pueyo
Josep de Pueyo i Pueyo (Palma, 1733 - Palma, 1785) va ser un poeta i regidor perpetu mallorquí. Va ser el tercer en ostentar el títol de marquès de Campofranco. Va ser designat regidor perpetu de la localitat de Palma l'any 1764. La seva obra literària va ser escrita en francès, llatí i castellà; una part va ser publicada pòstumament. Va ser membre de la Societat Econòmica Mallorquina d'Amics del País pràcticament dels seus inicis. La seva biblioteca particular, ampliada amb la del seu amic Bonaventura Serra i Ferragut, es conserva a Can Pueyo, la seva casa natal.

## Obres[1]
- L’éloquence des Baléares restaurée (1847)
- Sur l'entreprise d’Alger (1838)
- Rasgo métrico o invocación... (1753)
- Parnassidos (1773, 1868) i una heroida en estil ovidià titulada Linceus Procne (Palma 1868; heroida)